# Lhi Vialars
Lhi Vialars (en occità; en italià: Villar Perosa i en piemontès Ël Vilar ëd Perosa) és un municipi italià, situat a la ciutat metropolitana de Torí, a la regió del Piemont. L'any 2007 tenia 4.173 habitants. Està situat a la Val Cluson, una de les Valls Occitanes. Forma part de la Comunitat Muntanyenca Vall Chisone i Vall Germanasca. Limita amb els municipis d'Inverso Pinasca, Pinascha, Porte, San Germano Chisone i San Pietro Val Lemina.

## Administració
| Període | Identitat          | Partit        |
| ------- | ------------------ | ------------- |
| 2004-   | Claudio Costantino | Llista cívica |